# 苏尔雪莱米讷
苏尔雪莱米讷（法語：Sourcieux-les-Mines，法語發音：[suʁsjø le min] ⓘ）是法国罗讷省的一个市镇，属于索恩河畔自由城区。

## 地理
苏尔雪莱米讷（45°48'22"N, 4°37'21"E）面积9.96 平方千米，位于法国奥弗涅-罗讷-阿尔卑斯大区罗讷省，该省份为法国中东部省份，北起顺时针与索恩-卢瓦尔省、安省、里昂大都会、伊泽尔省和卢瓦尔省接壤。
与苏尔雪莱米讷接壤的市镇（或旧市镇、城区）包括：埃沃、朗蒂伊、波利奥奈、桑贝勒、圣皮埃尔拉帕吕。

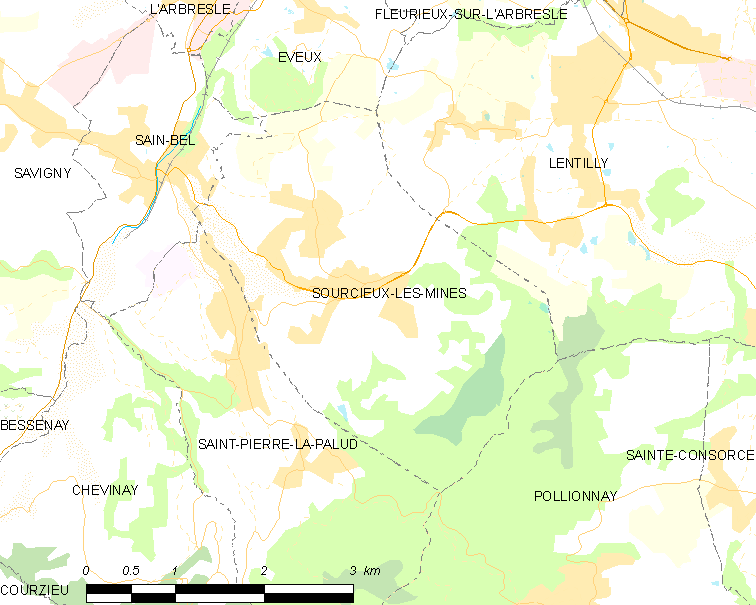
苏尔雪莱米讷的OSM定位图

苏尔雪莱米讷的时区为UTC+01:00、UTC+02:00（夏令时）。

## 行政
苏尔雪莱米讷的邮政编码为69210，INSEE市镇编码为69177。

## 政治
苏尔雪莱米讷所属的省级选区为拉尔布雷勒县。

## 人口

1962-2008年间苏尔雪莱米讷人口变化图示

苏尔雪莱米讷于2022年1月1日时的人口数量为2098人。